# Degithina apicalis
Degithina apicalis là một loài tò vò trong họ Ichneumonidae.